# Zlín Z-24
Die Zlín Z-24 Krajánek ist ein tschechoslowakisches Segelflugzeug.

## Entwicklung
Der Entwurf der Z-24 basiert auf dem Grunau Baby, ist jedoch leichter ausgelegt und besitzt eine geringere Spannweite. Der Erstflug erfolgte am 12. September 1945 und nach Beginn der Serienproduktion wurde sie bei den tschechoslowakischen Aeroklubs zum Standardschulflugzeug. Einige Exemplare wurden auch exportiert. Im November 1947 stellte Ladislav Marmol mit 25:05 h Flugzeit einen neuen Landesrekord auf. Heute sind noch einige Flugzeuge in verschiedenen Ländern flugfähig erhalten. Ein Exemplar befindet sich im Luftfahrtmuseum Kbely. Im Dezember 1949 flog als Ganzmetallausführung mit freitragender Tragfläche und verschaltem Rumpf zum ersten Mal die LG-124 „Galánka“  bzw. Z-124, von der 1950 in Kunovice fünf und 1951 in Otrokovice weitere 80 Stück gebaut wurden.

## Technische Daten
| Kenngröße              | Daten (Z-24)   | Daten (Z-124)     |
| ---------------------- | -------------- | ----------------- |
| Besatzung              | 1              | 1                 |
| Spannweite             | 12,12 m        | 12,12 m           |
| Länge                  | 6,29 m         | 6,4 m             |
| Höhe                   | 1,55 m         |                   |
| Flügelfläche           | 13,5 m²        | 13,5 m²           |
| Flügelstreckung        | 10,9           | 10,9              |
| Flächenbelastung       | 16,66 kg/m²    | 18,5 kg/m²        |
| Rüstmasse              | 135 kg         | 162 kg            |
| Startmasse             | 225 kg         | 250 kg            |
| Höchstgeschwindigkeit  | 200 km/h       | 215 km/h          |
| Mindestgeschwindigkeit | 45,4 km/h      | 50 km/h           |
| Gleitzahl              | 18 bei 0,8 m/s | 20,8 bei 0,85 m/s |